# 民事再生法
民事再生法（みんじさいせいほう、平成11年12月22日法律第225号）は、経済的に窮境にある債務者の事業または経済生活の再生に関する日本の法律である。日本における倒産法の一つ。
1999年（平成11年）12月22日に公布された。主務官庁は法務省民事局民事第一課である。
従来、同じ目的で用いられてきた和議法（大正11年法律第72号。民事再生法の施行に伴い2000年〈平成12年〉4月1日廃止。）の特徴であった簡素な手続構造を基本的に維持しつつ、再建計画（再生計画）の可決要件を緩和する一方で、その履行確保を強化するなど、使い勝手のよい再建型倒産法制の構築を目指した。

## 沿革
- 2000年 民事再生法の施行
- 2001年 いわゆる個人再生手続に関する規定の施行
- 2006年 民事再生法の定着により存在意義が薄れていた会社整理手続が廃止

## 構成
- 第一章　総則
- 第二章　再生手続の開始
- 第三章　再生手続の機関
- 第四章　再生債権
- 第五章　共益債権、一般優先債権及び開始後債権
- 第六章　再生債務者の財産の調査及び確保
- 第七章　再生計画
- 第八章　再生計画認可後の手続
- 第九章　再生手続の廃止
- 第十章　住宅資金貸付債権に関する特則
- 第十一章　外国倒産処理手続がある場合の特則
- 第十二章　簡易再生及び同意再生に関する特則
- 第十三章　小規模個人再生及び給与所得者等再生に関する特則
- 第十四章　再生手続と破産手続との間の移行
- 第十五章　罰則

## 特徴
手続を利用できる債務者の範囲については法律上の制限はなく、個人、株式会社その他の法人などが利用できるが、主として中小企業の再生に用いられることを想定している。上場企業その他の大企業も利用している。債務超過に陥っていなくても利用可能である。それと引き換えに、手続保証の観点から公告されたり、帝国データバンクや東京商工リサーチの倒産速報に掲載されるため、取引打ち切りや与信限度額の縮小、採用活動への悪影響など、事業価値の毀損に繋がることもある。
基本的には従来の経営陣が事業の経営を継続する事が可能であるDIP(Debtor In Possession)型民事再生手続と、会社更生法や破産法と同様に従来の経営陣が事業の経営権を喪失し、管財人や保全管理人がその経営に当たる管理型民事再生手続がある。DIP型民事再生手続には、収益を元金にして債権者へ弁済を行う自力再建型、他の企業から支援を受けた上で再建を行うスポンサー型、申請前にスポンサー企業を決定した上で資金援助を受けるプレパッケージ型、申し立てた企業が手掛けていた事業の一部または全部をスポンサー企業や第三者である企業へ譲渡して清算手続に入る清算型がある。DIP型民事再生手続に関しては、経営陣の刷新は法律上必須ではない。
一方で、再生計画を立案できず申請が棄却されたり、認可決定を受けても民事再生計画を履行できず破産に移行したり、スポンサー企業への事業譲渡や他社との合併、解散・廃業によって法人格が消滅するケースもある。東京商工リサーチは民事再生法を申請した7988社を調査した結果、同一企業で事業を継続しているのは2133社にとどまっている事が明らかとなった他、民事再生法を申請した企業の内、2110社が破産法へ、46社が特別清算へ移行している。
従来の和議法では、破産原因のあることが手続開始の要件とされていたため、手遅れ感があったが、民事再生法では「破産手続開始の原因の生ずるおそれ」又は「事業の継続に著しい支障を来すことなく債務を弁済できないこと」とされ、より早い時期に手続を開始することができるようになっている。

## 手続
同法第2章以下に定めるところにより再生計画（同法154条）を定める手続を、「再生手続」という（同法2条4号）。実務上は、民事再生手続とも呼ばれる。
申立て
弁済禁止の保全処分
監督命令
管理命令
保全管理命令
再生手続の開始
開始の要件
棄却要件
再生手続の廃止
破産管財人による再生手続開始の申立て
再生手続から破産手続への移行

## 個人の再生手続
個人のための再生手続の特則として、小規模個人再生、給与所得者等再生の手続が設けられている。

## 類似立法例
- 連邦倒産法第11章 - アメリカ合衆国